# Ned Otter
Ned Otter (* New York City) ist ein US-amerikanischer Jazz-Tenorsaxophonist, Komponist und Produzent.
Ned Otter wuchs in New York auf und kam zum Jazz, als er seinen Bruder in der Highschoolband Dave Brubecks Hit Take Five spielen hörte. Mit elf Jahren begann er mit dem Altsaxophon, wechselte dann zum Tenor. Nach seiner Graduierung an der New Yorker Performing Arts High School begann Otter seine langjährige musikalische Partnerschaft mit George Coleman, bei dem er fünf Jahre studierte. Ende der 1970er Jahre trat er außerdem mit Red Rodney auf, ging dann 1981 mit der Clark Terry Big Band in den USA und Europa auf Tournee. 1987 wurde er Mitglied von Colemans Oktett und spielte 1988 in Dizzy Gillespies Big Band. In den 1990er Jahren arbeitete er vorwiegend als freischaffender Musiker in den USA und in Europa, mit u. a. Cedar Walton, Shirley Scott und Junior Cook, außerdem mit eigenen Formationen.
Im Januar 2000 gründete Ned Otter das Plattenlabel Two and Four und später die Non-Profit-Organisation Essential Arts Concepts, Inc., die sich um die öffentliche Wahrnehmung von Jazzkünstlern kümmert und für deren Auftritts- und Aufnahmemöglichkeiten sorgt. Dabei arbeitete er mit Coleman, Ahmad Jamal, Harold Mabern, Jamil Nasser, Gary Smulyan, dem Photographen Jimmy Katz und dem Toningenieur Rudy Van Gelder zusammen. Auf dem Two and Four-Label erschien dann 1996 Danger High Voltage vom George Coleman New Octet; schließlich 2002 seine beiden ersten eigenen Alben Powder Keg und So Little Time mit Harold Mabern, Dennis Irwin, Billy Higgins und dem Trompeter Tom Kirkpatrick. Im September 2002 entstand das Album The Secrets Inside mit Otters Eigenkompositionen und Arrangements für fünf Bläser (Otter, Baritonsaxophonist Gary Smulyan, Zaid Nasser am Alt, Adam Brenner am Tenor, Jim Rotondi an der Trompete sowie Harold Mabern, Jamil Nasser am Bass und dem Schlagzeuger Mark Taylor).